# Aquisgrán
Aquisgrán (en alemán: Aachen [ˈaːχn̩]ⓘ; en fráncico ripuario: Oche [oxe]; en bajo alemán: Aken; en francés: Aix-la-Chapelle; en neerlandés: Aken; y en latín: Aquisgranum), también conocida como Baños de Aquisgrán, es una ciudad en el distrito gubernamental de Colonia en Renania del Norte-Westfalia (Alemania). Aquisgrán era la residencia favorita de Carlomagno, y más tarde fue el lugar de coronación de los reyes alemanes. Es la ciudad más occidental de Alemania, situada junto a las fronteras con Bélgica y los Países Bajos, a 61 km al suroeste de Colonia. Dentro de la región existen minas de carbón y esto repercutió en su historia económica. La Universidad Técnica de Aquisgrán, una de las universidades de excelencia en Alemania, se encuentra en la ciudad. El enfoque económico predominante en Aquisgrán está en la ciencia, la ingeniería, la tecnología y sectores afines. En 2009, Aquisgrán se clasificó octava entre las ciudades de Alemania más innovadoras. La población de la ciudad supera los 250 000 habitantes.

## Toponimia
El nombre de Aquisgrán es de origen incierto. La ubicación ha sido habitada por el hombre desde el Neolítico, hace aproximadamente 5000 años, atraído por sus manantiales de aguas calientes. La raíz Aa, o variantes como Ae, E, Ee, Ie, o IJ se encuentran en los nombres de los ríos u otras fuentes de agua en las zonas de habla germánica del norte de Europa, en particular los Países Bajos y el noroeste de Alemania.
Estos nombres de los ríos se derivan del aha o ahwô del antiguo alemán que significa "agua". Estas palabras comparten una raíz indoeuropea más antigua con la latina Aquae.
El término latino "Aquae" es el origen del nombre romano Aquae granni, que significa "agua de Grannus", en referencia a una deidad celta venerada en la zona. Sin embargo, una etimología alternativa atribuye el elemento granni a un oficial romano de nombre Grenus, que estableció un campamento militar romano en la zona durante los tiempos del emperador Adriano en torno al año 124. Este nombre se convirtió en Aix en francés, y posteriormente en Aix-la-Chapelle después de la construcción de una catedral en la ciudad bajo la dirección de Carlomagno a finales del siglo VIII, que había convertido la ciudad en la capital de su imperio.
De esta manera, los topónimos de derivados relacionados con el término "agua" en las lenguas germánicas y románicas son un caso de evolución paralela. La ciudad es conocida por una variedad de diferentes nombres en otros idiomas:
| Idioma       | Nombre                    | Pronunciación en IPA |
| ------------ | ------------------------- | -------------------- |
| Francés      | Aix-la-Chapelle           | [ˌɛkslaʃaˈpɛl]       |
| Latín        | Aquae granni, Aquisgranum |                      |
| Luxemburgués | Oochen                    | [ˈɔːxən]             |
| Neerlandés   | Aken                      | [ˈaːkən]             |
| Checo        | Cáchy                     | [t͡saxɪ]              |
| Polaco       | Akwizgran                 |                      |

### Dialecto de Aquisgrán
Aquisgrán está en el extremo occidental de la línea de Benrath que divide las lenguas altogermánicas en el sur del resto de la zona de lenguas germánicas occidentales en el norte. El dialecto local de la ciudad se llama Öcher Platt y pertenece al grupo de lenguas de franconio ripuario.

## Historia

### Historia Antigua
Las canteras de sílex en Lousberg, Schneeberg y Königshügel, que fueron utilizadas por primera vez en el Neolítico (3000-2500 a. C.) dan testimonio de la larga ocupación del lugar de Aquisgrán, al igual que los recientes hallazgos encontrados debajo de Elisengarten de la moderna ciudad, que demuestran que hubo un antiguo asentamiento de aquella época. En la Edad del Bronce (hacia 1600 a. C.) el asentamiento se evidenció con los restos de los túmulos encontrados, por ejemplo, en Klausberg. Durante la Edad del Hierro, el área fue poblada por pueblos celtas que tal vez fueron atraídos por las aguas termales de azufre caliente en la pantanosa cuenca de Aquisgrán, donde ellos adoraban a Granum, dios de la luz y la curación.
Fue un asentamiento celta hasta la conquista de los romanos, en época de Adriano, que la utilizaron probablemente como lugar de retiro y cura de los legionarios, aprovechando sus aguas termales (se han descubierto restos de termas romanas). Ellos dieron el actual nombre a la ciudad, dedicada al dios "Granum", a quien se le atribuían cualidades curativas. Comenzaron canalizando las aguas termales en un balneario en Büchel en el siglo I a. C., añadiendo a finales del siglo el balneario Münstertherme, dos acueductos y un templo dedicado a Granum. Una especie de foro, rodeado de pórticos, conectaba los dos balnearios. También hubo una amplia zona residencial, en la que floreció una comunidad judía. Los romanos construyeron baños públicos cerca de Burstcheid. Una zona de templos llamada Vernenum fue construida cerca del moderno Kornelimünster/Walheim. Hoy en día lo único que queda son dos fuentes en Elisenbrunnen y la casa de baños en Burtscheid.
El Gobierno civil romano se deshizo en Aquisgrán entre finales del siglo IV y comienzos del V. Roma retiró sus tropas de la zona, pero la ciudad permaneció poblada. Alrededor del 470, la ciudad pasó a los francos ripuarios y estaba subordinada a su capital, Colonia.

### Edad Media
Después de la época romana, Pipino el Breve mandó construir un castillo en la ciudad, y Eginardo menciona que entre 765 y 766 Pipino pasó la Navidad y la Pascua en la ciudad de Aquis ("Et celebravit natalem Domini in Aquis villa et pascha similiter"), que debió ser debidamente equipada para acoger a la Casa Real durante meses. En el año de su coronación como rey de los francos, en 768, Carlomagno pasó la Navidad en Aquisgrán por primera vez. Esto es objeto de controversia, ya que algunos libros de historia dicen que Carlomagno, de hecho, nació en Aquisgrán en 742. Luego residió allí en el palacio que pudo haber ampliado. Aunque no hay ninguna fuente que acredite cualquier actividad importante en el edificio por aquella época, sí construyó la Capilla Palatina de Aquisgrán (desde 1929, catedral) y salones de presentaciones palaciegas. Carlomagno pasó la mayor parte de los inviernos en Aquisgrán entre 792 y su muerte en 814. Aquisgrán se convirtió en el foco de su corte y el centro político de su imperio. Después de su muerte, el emperador fue enterrado en la iglesia que él había construido; aunque su tumba original se ha perdido, sus supuestos restos permanecen en la capilla donde fue vuelto a enterrar, después de ser declarado santo. Su santidad, sin embargo, no fue reconocida fuera del Principado de Lieja, donde todavía es venerado por tradición.
En 936 Otón I fue coronado rey en la iglesia colegial construida por Carlomagno. Mientras Otón II gobernaba, los nobles se rebelaron y los francos occidentales tomaron la ciudad en la confusión que siguió. Aquisgrán fue atacada nuevamente, esta vez por Eudes II de Blois, que atacó el palacio imperial, mientras Conrado II estaba ausente. Él lo abandonó rápidamente y poco después fue asesinado. Durante los siguientes 500 años, la mayoría de los reyes de Alemania destinados a reinar sobre el Sacro Imperio Romano Germánico fueron coronados en Aquisgrán. Carlos IV no fue coronado en Aquisgrán después de que su padre Juan muriera en una batalla contra Luis IV de Baviera en una disputa que se remontaba veinte años atrás. De modo que fue coronado en Bonn. El último rey en ser coronado en Aquisgrán fue Fernando I en 1531. 
Durante la Edad Media, Aquisgrán siguió siendo una ciudad de importancia regional, debido a su proximidad con Flandes, logrando una posición modesta en el comercio de telas de lana, favorecida por privilegios imperiales. Aquisgrán siguió siendo una ciudad imperial libre, sujeta únicamente al emperador, pero fue demasiado débil políticamente como para influir en las políticas de cualquiera de sus vecinos. El único dominio que tenía era sobre Burtscheid, un territorio vecino gobernado por una abadía benedictina. Se vio forzada a aceptar que todo su comercio pasara por la zona de Aachener Reich. Incluso en el siglo XVIII evitó que la abadía de Burtscheid construyera un camino que conectara su territorio a los estados vecinos del ducado de Jülich; la ciudad de Aquisgrán incluso desplegó un puñado de soldados para ahuyentar a los obreros.

### Siglos XVI-XVIII

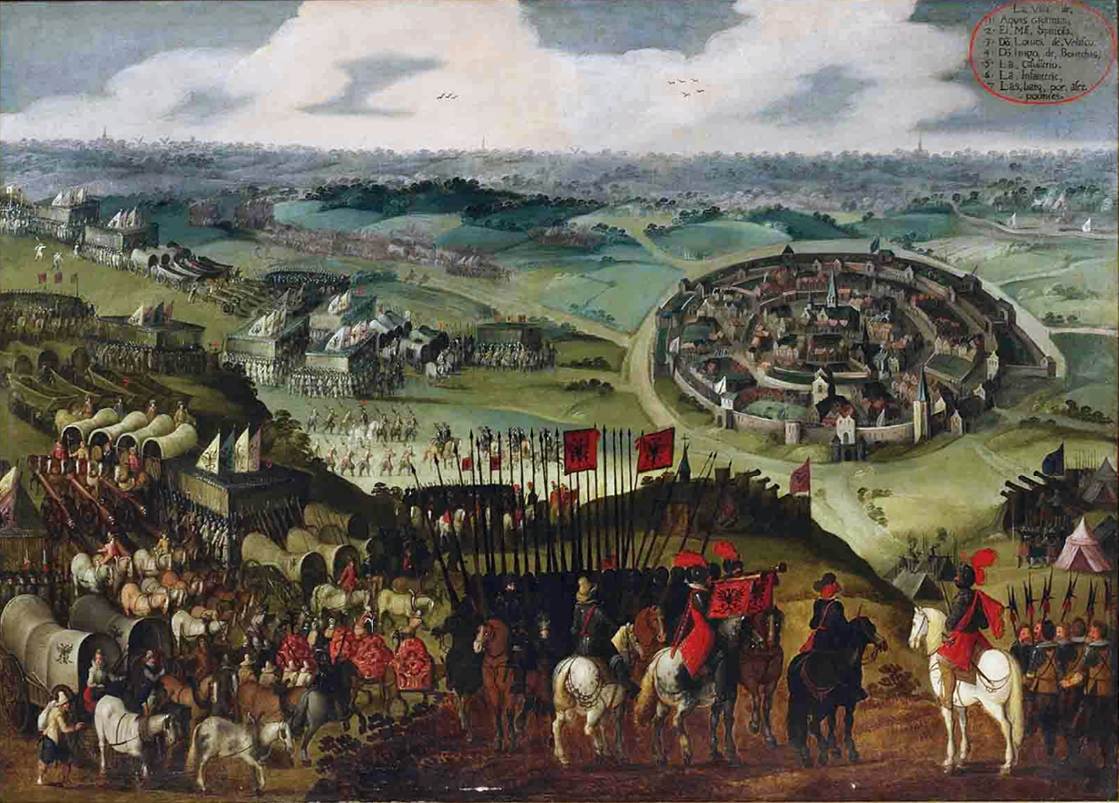
Asedio de Aquisgrán en 1614

Como ciudad imperial, Aquisgrán mantuvo ciertas ventajas políticas que le permitieron seguir siendo independiente de los problemas de Europa durante muchos años. Fue vasalla del Sacro Imperio Romano Germánico a lo largo de la mayor parte de la Edad Media, así como el lugar donde se realizaron muchos concilios eclesiásticos importantes, como el Consejo del 836 y el Consejo de 1166, un concilio convocado por el antipapa Pascual III. En 1598, tras la rebelión protestante de los Países Bajos que pertenecían a la corona de España y se conocían como los Países Bajos Españoles, se enviaron tropas españolas a sofocar dicha rebelión. Rodolfo II, perteneciente a la Casa de Austria, desposeyó a todos los poseedores de negocios protestantes en Aquisgrán e incluso llegó a expulsarlos de la ciudad. Desde el siglo XVI, Aquisgrán empezó a perder poder e influencia. Todo comenzó con la coronación de los emperadores que no se coronaron en Aquisgrán, sino en Fráncfort. Durante la Crisis de la sucesión de Juliers-Cléveris, la ciudad fue asediada por un ejército español en 1614, permaneciendo tropas españolas en la ciudad hasta su retirada en 1632. Más tarde llegaron las guerras de religión y el gran incendio de 1656. Culminó en 1794, cuando los franceses, al mando del general Charles François Dumouriez, ocuparon Aquisgrán.
Aquisgrán se volvió atractiva por su balneario a mediados del siglo XVII, no tanto debido a los efectos de las aguas termales en la salud de sus visitantes, sino porque Aquisgrán era entonces -y se mantuvo hasta bien entrado el siglo XIX- un lugar de alta prostitución en Europa. El rastro de esta parte de la historia oculta de la ciudad se encuentra en las guías turísticas del siglo XVIII en Aquisgrán, así como en otros balnearios. La principal enfermedad, lógicamente, fue la sífilis; solo a finales del siglo XIX el principal motivo para visitar Aquisgrán y Burtscheid pasó a ser el tratamiento del reuma. Aquisgrán fue elegida como sede de varios congresos y tratados de paz importantes: el primer congreso de Aquisgrán en 1668 llevó al Primer Tratado de Aquisgrán, en el mismo año que terminó la Guerra de Devolución. El segundo congreso terminó con el Segundo Tratado en 1748, concluyendo la Guerra de Sucesión Austriaca. En 1789, se produjo una crisis constitucional en el gobierno de Aquisgrán.

### SigloXIX
El 9 de febrero de 1801, según el Tratado de Luneville Aquisgrán y toda la zona a la orilla izquierda del Rin a Alemania pasaron a manos de Francia. En 1815, el control de la ciudad se cedió a Prusia por un acuerdo tomado en el Congreso de Viena. El tercer congreso tuvo lugar en 1818 para decidir el destino de la zona ocupada por la Francia napoleónica.

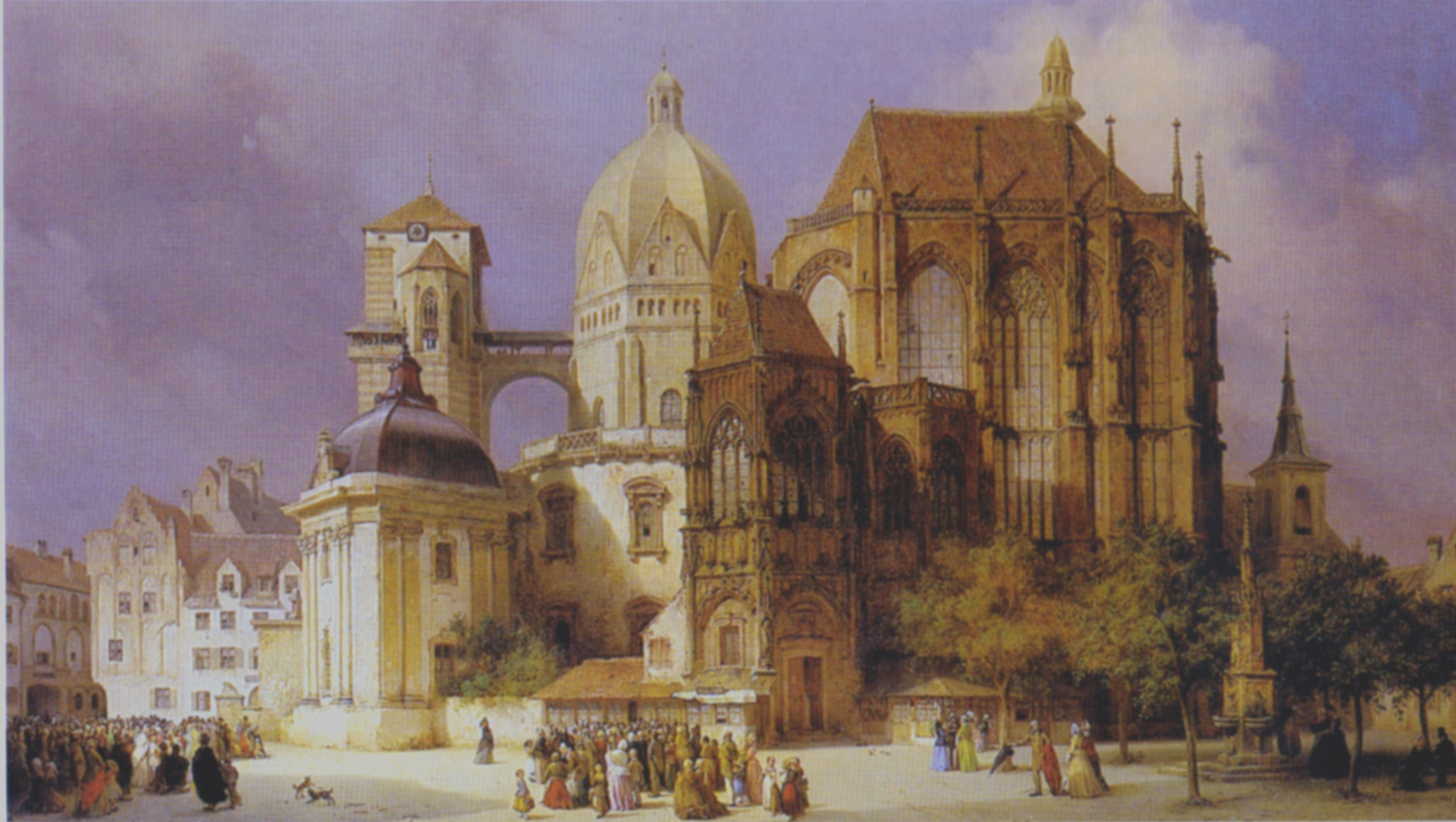
Catedral de Aquisgrán hacia mediados del

A mediados del siglo XIX, la industrialización derribó la mayoría de las normas medievales en la ciudad sobre el comercio y la producción, aunque permanecieron rastros de corrupción en la constitución de la ciudad medieval (léanse las famosas palabras de Georg Forster en su Ansichten vom Niederrhein) hasta 1801, cuando Aquisgrán se convirtió en la prefectura del Departamento del Roer, en el Primer Imperio francés de Napoleón. En 1815, después de las Guerras Napoleónicas, el Reino de Prusia se hizo cargo y la ciudad se convirtió en uno de los centros más social y políticamente atrasados hasta el final del siglo XIX.
Administrada en la provincia del Rin, en 1880 la población era de 80 000 personas. Comenzado en 1838, el ferrocarril de Colonia a Bélgica pasó a través de Aquisgrán. La ciudad sufrió un hacinamiento extremo y tuvo condiciones sanitarias deplorables hasta 1875, cuando las fortificaciones medievales fueron finalmente abandonadas como zonas de residencia y se construyeron nuevos barrios menos miserables en la parte oriental de la ciudad, donde el drenaje de los residuos era más fácil. En diciembre de 1880, se inauguró la red de tranvías de Aquisgrán, qué se electrificó en 1895. En el siglo XIX y hasta la década de 1930, la ciudad fue importante para la producción de locomotoras, vagones y carruajes, hierro, alfileres, agujas, botones, tabaco, productos de lana y de seda.

### SigloXX
Después de la Primera Guerra Mundial, Aquisgrán fue ocupada por los Aliados hasta 1930. Aquisgrán fue una de las localidades que participaron en la malograda República Renana. El 21 de octubre de 1923, un grupo armado se apoderó de la alcaldía. Acciones similares tuvieron lugar en Mönchengladbach, Duisburgo y Krefeld. Esta República solo duró alrededor de un año. Aquisgrán sufrió graves daños durante la Segunda Guerra Mundial. La ciudad y sus alrededores fortificados fueron rodeadas desde el 13 de septiembre hasta el 16 de octubre de 1944 por la Primera División de Infantería y la Tercera División de Artillería de los Estados Unidos junto con la Segunda División de Artillería y la Trigésima División de Infantería, también de Estados Unidos, durante la prolongada batalla de Aquisgrán, más tarde reforzadas por la Vigesimoctava División de Infantería.

Prisioneros alemanes tras la toma de la ciudad en 1944 durante la Segunda Guerra Mundial

Ataques directos a través de la ciudad fuertemente defendida finalmente obligaron a la guarnición alemana a rendirse el 21 de octubre de 1944. Aquisgrán fue la primera ciudad alemana en ser capturada por los aliados, y sus habitantes dieron la bienvenida a los soldados como liberadores. La ciudad fue destruida en parte -y algunas zonas por completo- durante los combates, en su mayoría por el fuego de artillería estadounidense y las demoliciones llevadas a cabo por los defensores de las Waffen-SS. Los edificios fueron dañados, incluidas las iglesias medievales de Foillán de Fosses, San Pablo y San Nicolás, además del ayuntamiento de Aquisgrán, incluso la catedral sufrió un fuerte impacto. Solo 4000 habitantes permanecieron en la ciudad, ya que el resto había seguido las órdenes de evacuación. El primer alcalde nombrado por los aliados, Franz Oppenhoff, fue asesinado por un comando SS.

#### Historia de la Aquisgrán judía
Durante el período romano, en Aquisgrán hubo una floreciente comunidad judía. Más tarde, durante el imperio carolingio, existía una comunidad judía cerca del palacio real. En 802, un judío llamado Isaac acompañó al embajador de Carlomagno hasta Harun al-Rashid. Durante el siglo XIII, muchos judíos se convirtieron al cristianismo como se muestra en los registros de la iglesia St. Marry. En 1486, los judíos de Aquisgrán ofrecieron regalos a Maximiliano I durante su ceremonia de coronación. En 1629, la comunidad judía de Aquisgrán fue expulsada de la ciudad hasta 1667, cuando se autorizó la entrada a seis judíos. La mayoría de los judíos de Aquisgrán se estableció en la ciudad cercana de Burtscheid. El 16 de mayo de 1815, la comunidad judía de la ciudad ofreció un homenaje al rey prusiano Federico Guillermo III en su sinagoga. La sinagoga de la ciudad fue construida en 1860 y destruida durante la Noche de los Cristales Rotos en 1938. Un cementerio judío fue adquirido en 1851. En la ciudad vivían 1345 judíos en 1933 y en 1939, después de la emigración y las detenciones, quedaban solamente 782. Después de la Segunda Guerra Mundial había únicamente 62 judíos. En 2003, 1434 judíos habían vuelto a Aquisgrán. En los textos judíos, la ciudad de Aquisgrán era llamada Aish o Ash (אש).

### SigloXXI
La ciudad de Aquisgrán se ha convertido en un centro de la tecnología por albergar una de las principales universidades tecnológicas en Alemania con la RWTH Aachen (Rheinisch - Westfälische Technische Hochschule), conocido sobre todo para la ingeniería mecánica, automotriz y tecnología de fabricación, así como por su investigación y hospital académico Klinikum Aachen, uno de los mayores centros médicos en Europa.

## Geografía
Aquisgrán está situada en el trifinio de Alemania, los Países Bajos y Bélgica en medio de la Eurorregión Mosa-Rin, la cual contiene la cuenca de un valle abierto que incluye afluentes de los ríos Wurm y Rur. La ciudad está situada en la cuenca del río Mosa, justo en el límite norte de la región de Eifel del macizo renano, a unos 30 km al norte de los Hautes Fagnes. El punto más alto de Aquisgrán alcanza 410 metros Normalnull (NN) y se encuentra en el extremo sureste de la ciudad. El punto más bajo es de 125 m NN y se encuentra en el norte, en la frontera con los Países Bajos. La longitud de la frontera de la ciudad es de 87,7 kilómetros, 23,8 km de los cuales la separan de Bélgica y 21,8 km bordean los Países Bajos. De norte a sur, la ciudad es de 21,6 km en su parte más ancha y de este a oeste, es de 17,2 km.
| Noroeste: Maastricht (Países Bajos) | Norte: Alsdorf (Alemania) |                             |
|                                     |                           | Este: Eschweiler (Alemania) |
| Suroeste: Lieja (Bélgica)           | Sur: Eupen (Bélgica)      |                             |

### Clima
Como ciudad más occidental de Alemania (y cerca de los Países Bajos), Aquisgrán y sus alrededores pertenecen a una zona de clima templado, con clima húmedo, inviernos suaves y veranos cálidos. Debido a su ubicación al norte de la región del Eifel y de los Hautes Fagnes y sus subsecuentes patrones climáticos predominantes del oeste, la lluvia en Aquisgrán (con un promedio de 811 mm/año) es comparativamente mayor que, por ejemplo, Bonn (con 669 mm/año). Otro factor en el clima local de Aquisgrán es la presencia de vientos foehn en el sur, que resulta de la ubicación geográfica de la ciudad en el extremo norte de la región de Eifel.
Debido a que la ciudad está rodeada de colinas, sufre de esmog relacionado con la inversión térmica. Algunas zonas de la ciudad se han convertido en islas de calor como consecuencia del mal intercambio térmico, tanto por la geografía natural de la zona como por la actividad humana. Los numerosos corredores de aire frío en la ciudad, programados para dejar zonas libres para que sean posibles nuevas construcciones, por tanto, desempeñan papeles importantes en el clima urbano de Aquisgrán.
La media de enero es de 3,2 °C, mientras que la media en julio es de 18,7 °C. Las precipitaciones se extienden casi por igual a lo largo del año.
| Parámetros climáticos promedio de Aquisgrán (normales 1991–2020) | Parámetros climáticos promedio de Aquisgrán (normales 1991–2020) | Parámetros climáticos promedio de Aquisgrán (normales 1991–2020) | Parámetros climáticos promedio de Aquisgrán (normales 1991–2020) | Parámetros climáticos promedio de Aquisgrán (normales 1991–2020) | Parámetros climáticos promedio de Aquisgrán (normales 1991–2020) | Parámetros climáticos promedio de Aquisgrán (normales 1991–2020) | Parámetros climáticos promedio de Aquisgrán (normales 1991–2020) | Parámetros climáticos promedio de Aquisgrán (normales 1991–2020) | Parámetros climáticos promedio de Aquisgrán (normales 1991–2020) | Parámetros climáticos promedio de Aquisgrán (normales 1991–2020) | Parámetros climáticos promedio de Aquisgrán (normales 1991–2020) | Parámetros climáticos promedio de Aquisgrán (normales 1991–2020) | Parámetros climáticos promedio de Aquisgrán (normales 1991–2020) |
| Mes                                                              | Ene.                                                             | Feb.                                                             | Mar.                                                             | Abr.                                                             | May.                                                             | Jun.                                                             | Jul.                                                             | Ago.                                                             | Sep.                                                             | Oct.                                                             | Nov.                                                             | Dic.                                                             | Anual                                                            |
| ---------------------------------------------------------------- | ---------------------------------------------------------------- | ---------------------------------------------------------------- | ---------------------------------------------------------------- | ---------------------------------------------------------------- | ---------------------------------------------------------------- | ---------------------------------------------------------------- | ---------------------------------------------------------------- | ---------------------------------------------------------------- | ---------------------------------------------------------------- | ---------------------------------------------------------------- | ---------------------------------------------------------------- | ---------------------------------------------------------------- | ---------------------------------------------------------------- |
| Temp. máx. abs. (°C)                                             | 16.2                                                             | 20.2                                                             | 23.1                                                             | 28.7                                                             | 32.8                                                             | 34.5                                                             | 36.7                                                             | 36.8                                                             | 32.2                                                             | 26.9                                                             | 22.1                                                             | 16.8                                                             | 36.8                                                             |
| Temp. máx. media (°C)                                            | 5.7                                                              | 6.8                                                              | 10.6                                                             | 14.7                                                             | 18.5                                                             | 21.4                                                             | 23.7                                                             | 23.3                                                             | 19.4                                                             | 14.8                                                             | 9.4                                                              | 5.6                                                              | 14.5                                                             |
| Temp. media (°C)                                                 | 3.2                                                              | 3.8                                                              | 6.6                                                              | 10.0                                                             | 13.8                                                             | 16.6                                                             | 18.7                                                             | 18.3                                                             | 14.8                                                             | 10.8                                                             | 6.7                                                              | 3.3                                                              | 10.5                                                             |
| Temp. mín. media (°C)                                            | 0.8                                                              | 1.2                                                              | 3.4                                                              | 5.8                                                              | 9.3                                                              | 12.0                                                             | 14.4                                                             | 14.0                                                             | 11.2                                                             | 7.7                                                              | 4.4                                                              | 1.2                                                              | 7.1                                                              |
| Temp. mín. abs. (°C)                                             | -16.4                                                            | -15.8                                                            | -9.9                                                             | -4.7                                                             | 0.4                                                              | 3.9                                                              | 5.8                                                              | 6.7                                                              | 3.8                                                              | -3.7                                                             | -7.6                                                             | -14.3                                                            | -16.4                                                            |
| Precipitación total (mm)                                         | 64.3                                                             | 63.4                                                             | 59.3                                                             | 53.5                                                             | 65.0                                                             | 70.0                                                             | 79.0                                                             | 80.6                                                             | 68.1                                                             | 66.1                                                             | 66.6                                                             | 74.4                                                             | 811.4                                                            |
| Días de precipitaciones (≥ 0.1 mm)                               | 17.0                                                             | 16.5                                                             | 16.4                                                             | 13.5                                                             | 15.9                                                             | 14.6                                                             | 15.3                                                             | 14.4                                                             | 14.1                                                             | 15.1                                                             | 18.2                                                             | 18.2                                                             | 189.6                                                            |
| Días de nevadas (≥ 1.0 cm)                                       | 5.5                                                              | 5.1                                                              | 1.2                                                              | 0.1                                                              | 0                                                                | 0                                                                | 0                                                                | 0                                                                | 0                                                                | 0                                                                | 1.1                                                              | 3.8                                                              | 17.1                                                             |
| Horas de sol                                                     | 68.3                                                             | 75.0                                                             | 126.2                                                            | 168.7                                                            | 194.9                                                            | 207.9                                                            | 208.1                                                            | 196.9                                                            | 151.3                                                            | 121.5                                                            | 68.0                                                             | 52.5                                                             | 1634.3                                                           |
| Humedad relativa (%)                                             | 82.1                                                             | 80.1                                                             | 74.9                                                             | 68.9                                                             | 70.3                                                             | 70.5                                                             | 70.7                                                             | 72.1                                                             | 77.4                                                             | 80.7                                                             | 83.7                                                             | 84.8                                                             | 76.4                                                             |
| Fuente n.º 1: NOAA                                               |                                                                  |                                                                  |                                                                  |                                                                  |                                                                  |                                                                  |                                                                  |                                                                  |                                                                  |                                                                  |                                                                  |                                                                  |                                                                  |
| Fuente n.º 2: Deutscher Wetterdienst                             |                                                                  |                                                                  |                                                                  |                                                                  |                                                                  |                                                                  |                                                                  |                                                                  |                                                                  |                                                                  |                                                                  |                                                                  |                                                                  |

## Geología

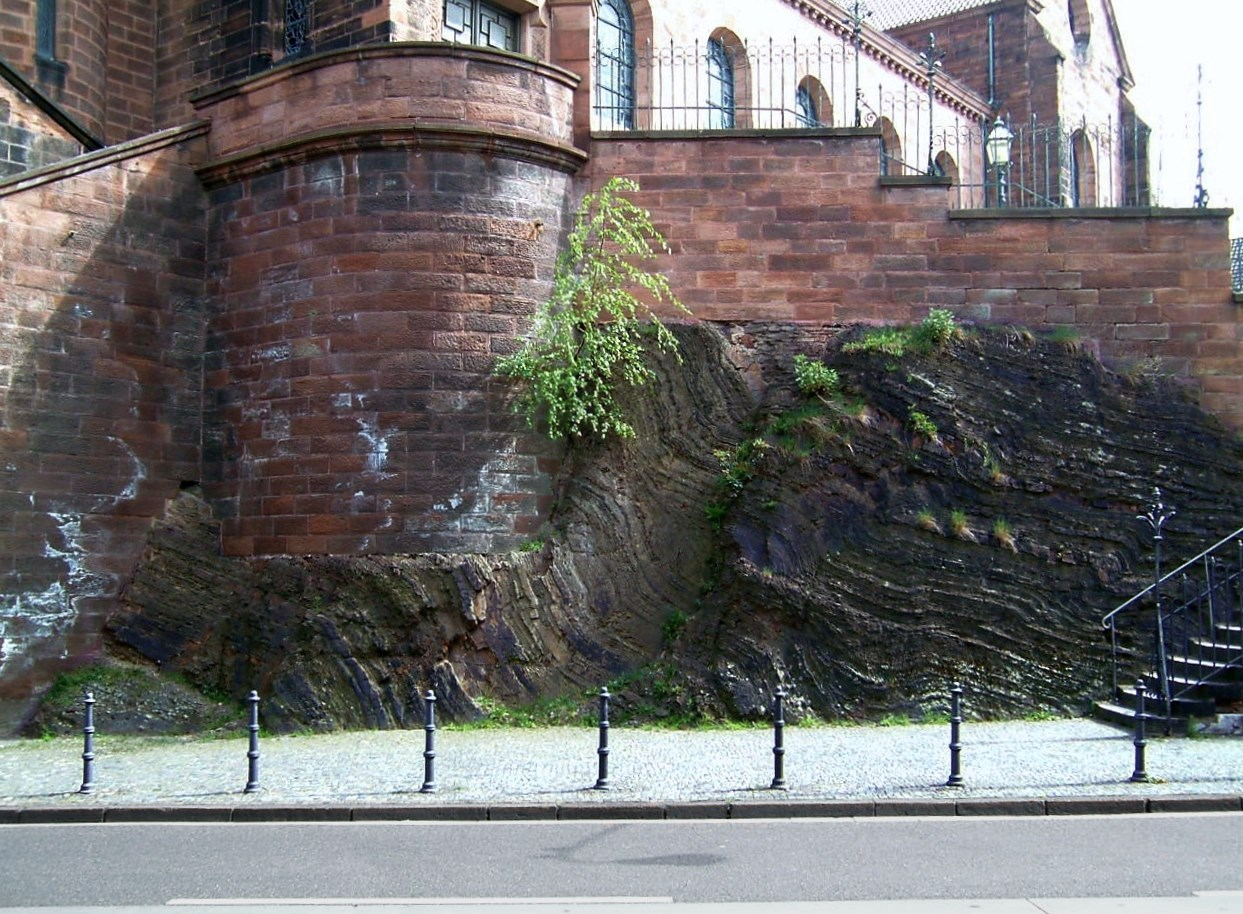
Capas de arenisca y formación de piedra arcillosa a partir del período Devónico debajo de la Iglesia de San Adalberto en Aquisgrán.

La geología de Aquisgrán es estructuralmente muy heterogénea. Las rocas más antiguas se produjeron en los alrededores de la ciudad durante el período devónico e incluyen arenisca, grauvaca, arcillas y calizas del carbonífero. Estas formaciones son parte del macizo renano, al norte de los Hautes Fagnes. En el subperíodo pensilvánico del período geológico carbonífero, estas capas de roca se estrechan y se pliegan como consecuencia de la orogenia varisca. Después de este acontecimiento, y en el transcurso de los siguientes 200 millones de años esta área ha sido continuamente aplanada.
Durante el período cretácico, el mar penetró en el continente desde la dirección del mar del Norte hasta la zona montañosa cerca de Aquisgrán, trayendo consigo arcillas, areniscas y depósitos de tiza. Mientras que la arcilla (que fue la base de una gran industria cerámica en la cercana Raeren) se encuentra principalmente en las zonas bajas de Aquisgrán, en las colinas del bosque de Aquisgrán y en Lousberg hubo formaciones de arenisca y tiza del cretácico superior. La sedimentación más reciente se encuentra principalmente en el norte y este de Aquisgrán, y se formaron a través de corrientes y actividades eólicas durante el terciario y cuaternario.
A lo largo del cabalgamiento, durante la orogenia varisca, hay más de treinta fuentes termales en Aquisgrán y Burtscheid. Además, el subsuelo de Aquisgrán está atravesado por numerosas fallas activas, que pertenecen al sistema de fallas Rurgraben, que tuvo en el pasado bastante responsabilidad de numerosos terremotos, incluido el terremoto de 1756 en Düren y el de 1992 en Roermond, que fue el terremoto más fuerte jamás registrado en los Países Bajos.

## Demografía
Aquisgrán tiene 236 420 habitantes (a 9 de mayo de 2011), de los cuales 116 340 son mujeres y 120 090 son hombres. La distribución por edades es la siguiente: de 3 años: 5500; de 3 a 5 años: 5340; 6 a 14 años: 17 000; 15 a 17 años: 6060; 18 a 24 años: 31 060; 25 a 29: 23 370; 30 a 39 años: 29 680; 40 a 49 años: 34 030; 50 a 64 años: 40 880; 65 a 74 años: 23 030; 75 años y más: 20 570. (9 de mayo de 2011). La edad promedio a diciembre de 2010 fue de 40,8 años.
La tasa de desempleo en la ciudad es, a partir de abril de 2012, un 9,7 %. A finales de 2009, los residentes nacidos en el extranjero era el 13,6 % de la población total. Una parte significativa de los residentes extranjeros son estudiantes de la Universidad Técnica de Aquisgrán.
| Año  | Población |
| ---- | --------- |
| 1994 | 246 570   |
| 2007 | 247 740   |
| 2011 | 236 ,420  |
| 2012 | 240 086   |

### Barrios

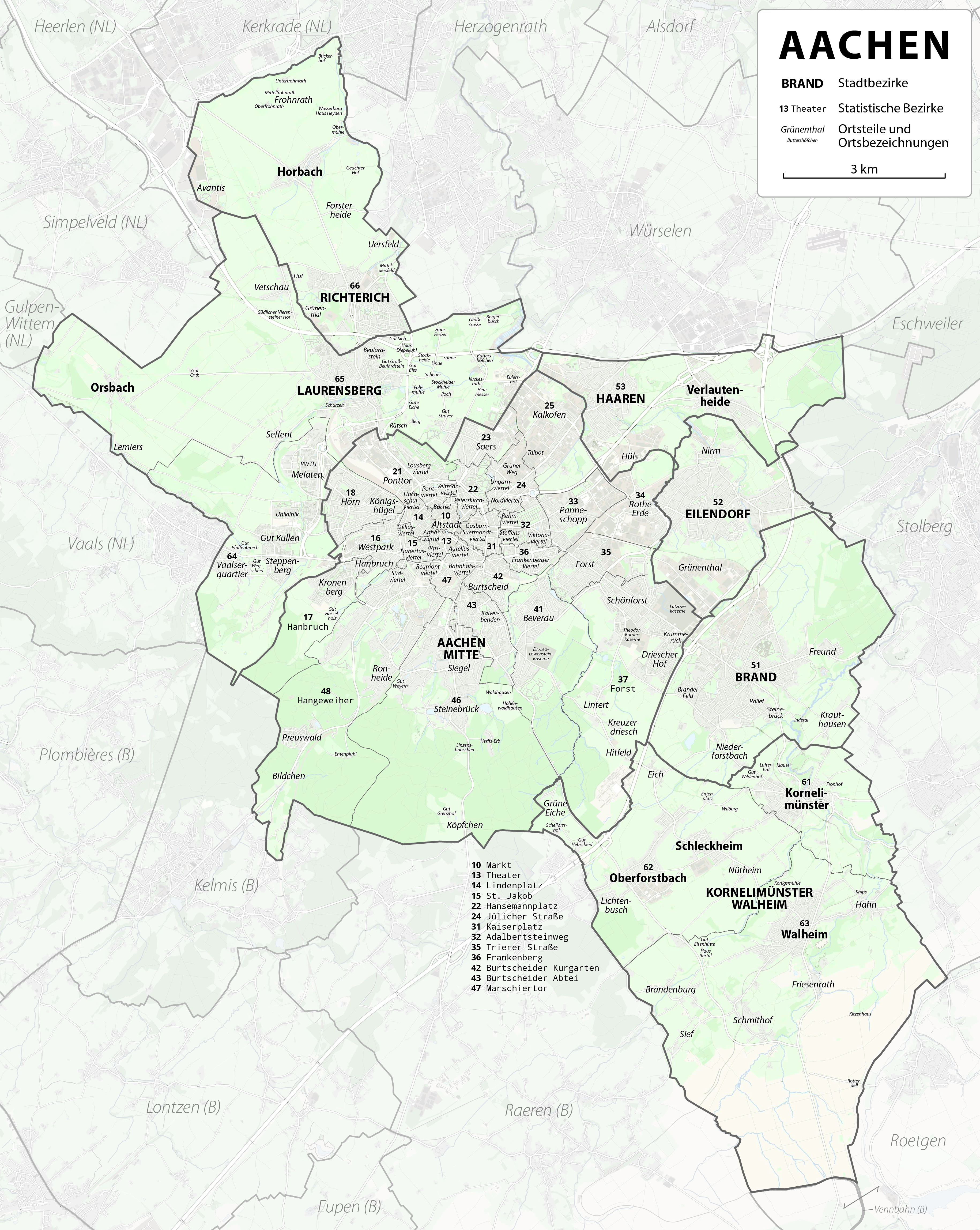
Mapa de Aquisgrán

La ciudad está dividida en siete distritos administrativos, o barrios, cada uno con su propio consejo de distrito, líder de distrito y autoridades. Los consejos son elegidos a nivel local por los que viven dentro de los distritos, y estos se subdividen en secciones más pequeñas con fines estadísticos, en la que cada subdistrito es nombrado por un número de dos dígitos.
Los distritos de Aquisgrán, incluidos sus distritos estadísticos constituyentes, son los siguientes:
- Aachen-Mitte: 10 Markt, 13 Theater, 14 Lindenplatz, 15 St. Jakob, 16 Westpark, 17 Hanbruch, 18 Hörn, 21 Ponttor, 22 Hansemannplatz, 23 Soers, 24 Jülicher Straße, 25 Kalkofen, 31 Kaiserplatz, 32 Adalbertsteinweg, 33 Panneschopp, 34 Rothe Erde, 35 Trierer Straße, 36 Frankenberg, 37 Forst, 41 Beverau, 42 Burtscheid Kurgarten, 43 Burtscheid Abbey, 46 Burtscheid Steinebrück, 47 Marschiertor, 48 Hangeweiher
- Brand: 51 Brand
- Eilendorf: 52 Eilendorf
- Haaren: 53 Haaren (including Verlautenheide)
- Kornelimünster/Walheim: 61 Kornelimünster, 62 Oberforstbach, 63 Walheim
- Laurensberg: 64 Vaalserquartier, 65 Laurensberg
- Richterich: 88 Richterich

Independientemente de las denominaciones oficiales de estadística, hay 50 barrios y comunidades dentro de Aquisgrán, aquí organizadas por distritos:
- Aachen-Mitte: Beverau, Bildchen, Burtscheid, Forst, Frankenberg, Grüne Eiche, Hörn, Lintert, Pontviertel, Preuswald, Ronheide, Rosviertel, Rothe Erde, Stadtmitte, Steinebrück, West
- Brand: Brand, Eich, Freund, Hitfeld, Niederforstbach
- Eilendorf: Eilendorf, Nirm
- Haaren: Haaren, Hüls, Verlautenheide
- Kornelimünster/Walheim: Friesenrath, Hahn, Kitzenhaus, Kornelimünster, Krauthausen, Lichtenbusch, Nütheim, Oberforstbach, Sief, Schleckheim, Schmithof, Walheim
- Laurensberg: Gut Kullen, Kronenberg, Laurensberg, Lemiers, Melaten, Orsbach, Seffent, Soers, Steppenberg, Vaalserquartier, Vetschau
- Richterich: Horbach, Huf, Richterich

### Comunidades vecinas
Las siguientes ciudades y comunidades fronterizas con Aquisgrán, organizados en sentido de las agujas del reloj, desde el noroeste: Herzogenrath, Würselen, Eschweiler, Stolberg y Roentgen (que están todos en el distrito de Aquisgrán); Raeren, Kelmis y Plombières (Provincia de Lieja en Bélgica), así como Vaals, Gulpen -Wittem, Simpelveld, Heerlen y Kerkrade (todos ellos en la provincia de Limburgo, en los Países Bajos).

## Economía
En las antiguas plantas industriales de la zona se han establecido empresas tecnológicas, gracias al impulso que da la Universidad Técnica de Renania-Westfalia (RWTH) en Aquisgrán. Aquisgrán fue el centro administrativo para las industrias mineras de carbón de sus alrededores, sobre todo para sus vecinos del noreste.
La ciudad está situada en una de las regiones económicamente más vigorosas de la Unión Europea. Es uno de los centros de desarrollo más importante de la empresa multinacional Ericsson, líder mundial en el mercado de las telecomunicaciones.
Los productos más importantes fabricados en Aquisgrán o sus alrededores son los electrónicos, productos químicos, plásticos, maquinaria, muebles, productos de metal, textiles, vidrio, productos cosméticos, caucho, productos alimenticios (chocolate y dulces), y las agujas y alfileres. Aunque una vez fue muy importante, hoy en día la cristalería y la producción textil representan solo el 10 % de los empleos industriales del total en la ciudad.

## Educación

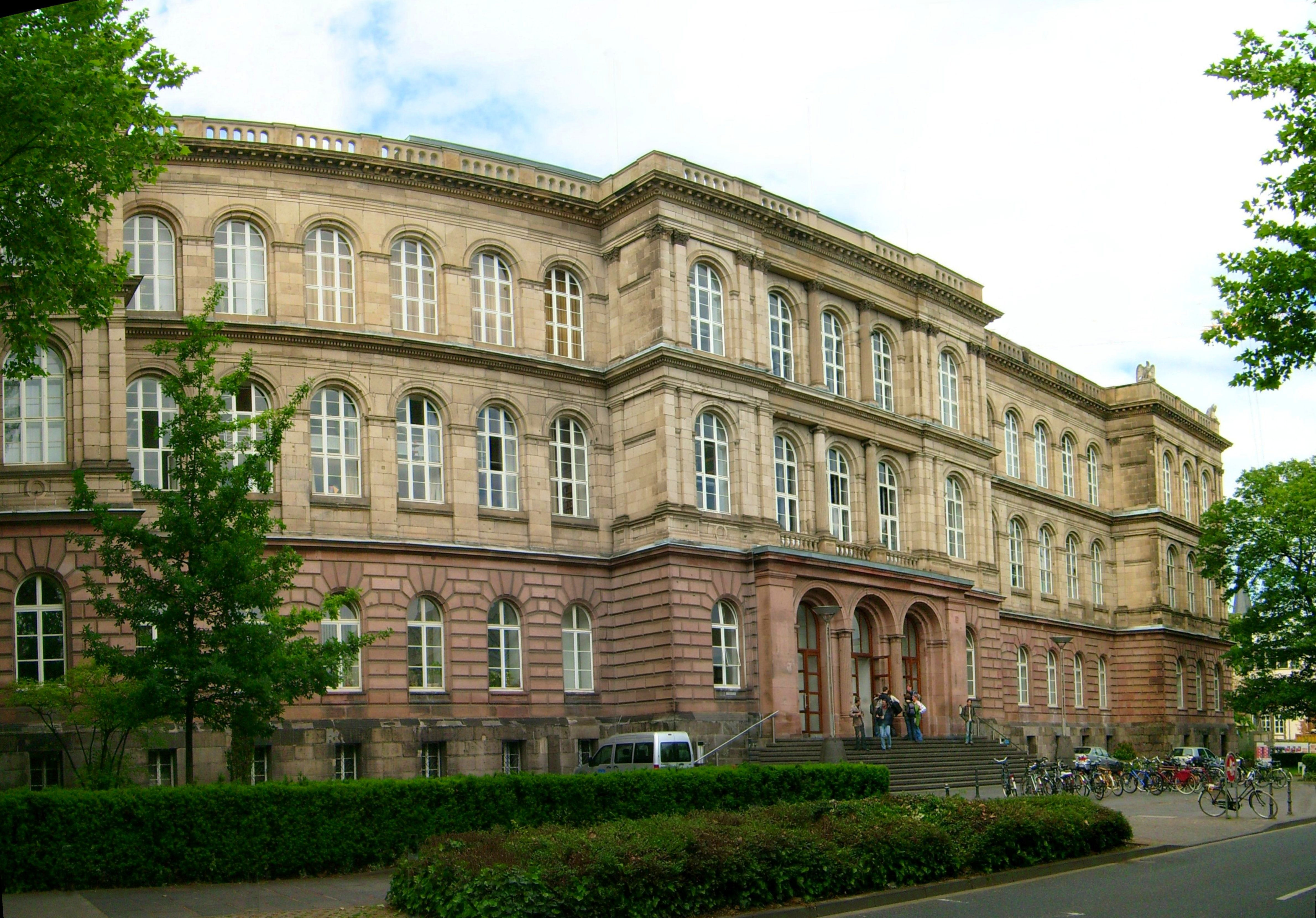
Edificio central de la Universidad Técnica de Aquisgrán, fundada en 1870

La Universidad Técnica de Aquisgrán (RWTH Aachen), establecida como Politécnica en 1870, es una de las universidades de excelencia en Alemania con un fuerte énfasis en la investigación tecnológica, en particular para la ingeniería eléctrica y mecánica, ciencias de la computación, física y química. Es una universidad pública. La clínica universitaria unida a la Técnica, Clínica de Aquisgrán, es el mayor hospital de una única ala de Europa. Con el tiempo, una gran industria de software e informática ha sido creada en torno a la universidad. También alberga un jardín botánico (el Jardín Botánico de Aquisgrán).
Aquisgrán FH, la Universidad de Aquisgrán de Ciencias Aplicadas (AcUAS) fue fundada en 1971. El AcUAS ofrece una enseñanza de la ingeniería clásica en profesiones como Mecatrónica, Ingeniería civil, Ingeniería Mecánica, o Ingeniería Eléctrica. Los estudiantes alemanes e internacionales son educados en más de veinte programas internacionales orientadas a extranjeros, y pueden adquirir alemán, así como grados internacionales (Bachelor/Máster) o Doppeldiplome (dobles titulaciones). Los estudiantes extranjeros representan más del 21 % de la población estudiantil.
La Escuela Técnica del Ejército Alemán (Technische Schule des Heeres und Fachschule des Heeres für Technik) está en Aquisgrán.

## Deportes
| Equipo           | Deporte | Competición       | Estadio            | Creación |
| ---------------- | ------- | ----------------- | ------------------ | -------- |
| Alemannia Aachen | Fútbol  | Regionalliga West | New Tivoli Stadion | 1908     |

El equipo de fútbol local Alemannia Aachen tuvo una corta carrera en la Bundesliga, después de su promoción en 2006. Sin embargo, el equipo no pudo sostener su situación y ahora está de nuevo en la cuarta división. El estadio "Tivoli", inaugurado en 1928, sirvió como sede para los partidos locales y fue bien conocido por su ambiente incomparable en la segunda división. Antes de la demolición del viejo estadio en 2011, fue utilizado por los amateurs, mientras que el club de la Bundesliga jugaba en el nuevo estadio "New Tivoli Stadion", a un par de metros de la carretera. La construcción del estadio, que tiene una capacidad de 32 960 espectadores, comenzó en mayo de 2008 y terminó a principios del 2009.
El CHIO anual (abreviatura del término francés Concours Hippique International Officiel) es el mayor encuentro ecuestre del mundo y los jinetes lo consideran tan prestigioso en la equitación como Wimbledon en el tenis. Aquisgrán fue sede de los Juegos Ecuestres Mundiales 2006 (en el Hauptstadion del Parque Deportivo Soers) y CHIO 2011. El mayor club de tenis de la ciudad, "TC Grün Weiss", acoge anualmente el torneo ATP.

## Transporte

### Trenes
La estación de tren de Aquisgrán, la Hauptbahnhof (estación central) fue construida en 1841, con el trayecto Colonia-Aquisgrán y reemplazada en 1905, moviéndolo significativamente más cerca del centro de la ciudad. Las principales líneas llevan a Colonia, Mönchengladbach y Lieja, así como a Heerlen, Alsdorf, Stolberg y Eschweiler. La InterCityExpress(ICE), en la línea Bruselas-Colonia-Fráncfort del Meno y los trenes de Thalys, desde París a Colonia también paran en la estación central de Aquisgrán. Cuatro líneas regionales exprés y dos líneas Regionalbahn conectan Aquisgrán con la región del Ruhr, Mönchengladbach, Lieja, Düsseldorf y Siegerland. El Euregiobahn, un sistema ferroviario regional, llega a varias ciudades de menor importancia en la región de Aquisgrán.
Hay cuatro estaciones más pequeñas en Aquisgrán: Aquisgrán oeste, Schanz (al límite oeste de la ciudad), Rothe Erde (en el este) y la estación de Eilendorf (al sureste). Los trenes más lentos se detienen aquí. La estación Aquisgrán oeste ha desarrollado prioridad a la expansión de la Universidad Técnica de Aquisgrán.

### Carreteras
Aquisgrán está conectada a la Autobahn A4 (oeste-este), A44 (norte-sur) y A544 (una autopista más pequeña que va desde A4 hasta Europaplatz, cerca del centro de la ciudad). Hay planes para eliminar los atascos de tráfico como el intercambio de carreteras en Aquisgrán.

## Premio Carlomagno
Desde 1950, un comité de ciudadanos de Aquisgrán otorga anualmente el Premio Carlomagno (en alemán Karlspreis) a personalidades destacadas por el servicio prestado a la unificación de Europa. Tradicionalmente se concede el Día de la Ascensión en el Ayuntamiento. Más recientemente, en 2013, el Premio Carlomagno fue otorgado a Dalia Grybauskaite, presidenta de Lituania.
El premio internacional galardonó en el año 2000 a Bill Clinton, presidente de los Estados Unidos, por su contribución personal especial a la cooperación con los estados europeos, para la preservación de la paz, la libertad, la democracia y los derechos humanos en Europa, y por su apoyo a la ampliación de la Unión Europea. En 2004, los esfuerzos del papa Juan Pablo II para unir Europa fueron honrados con una "Medalla Extraordinaria Carlomagno", que fue concedida solamente una vez.

## Cultura
En 1372 Aquisgrán se convirtió en la primera ciudad del mundo que acuñó una moneda para colocar regularmente en la fecha del Anno Domini una regulación en la circulación de su moneda, el groschen.
El Scotch-Club, en Aquisgrán, fue la primera discoteca; ha estado abierta desde el 19 de octubre de 1959. Klaus Quirini, como DJ Heinrich fue el primer DJ.
Aquisgrán también es muy conocida por el carnaval (Karneval, Fasching), en la que las personas salen a la calle con trajes coloridos.

### Lugares de interés

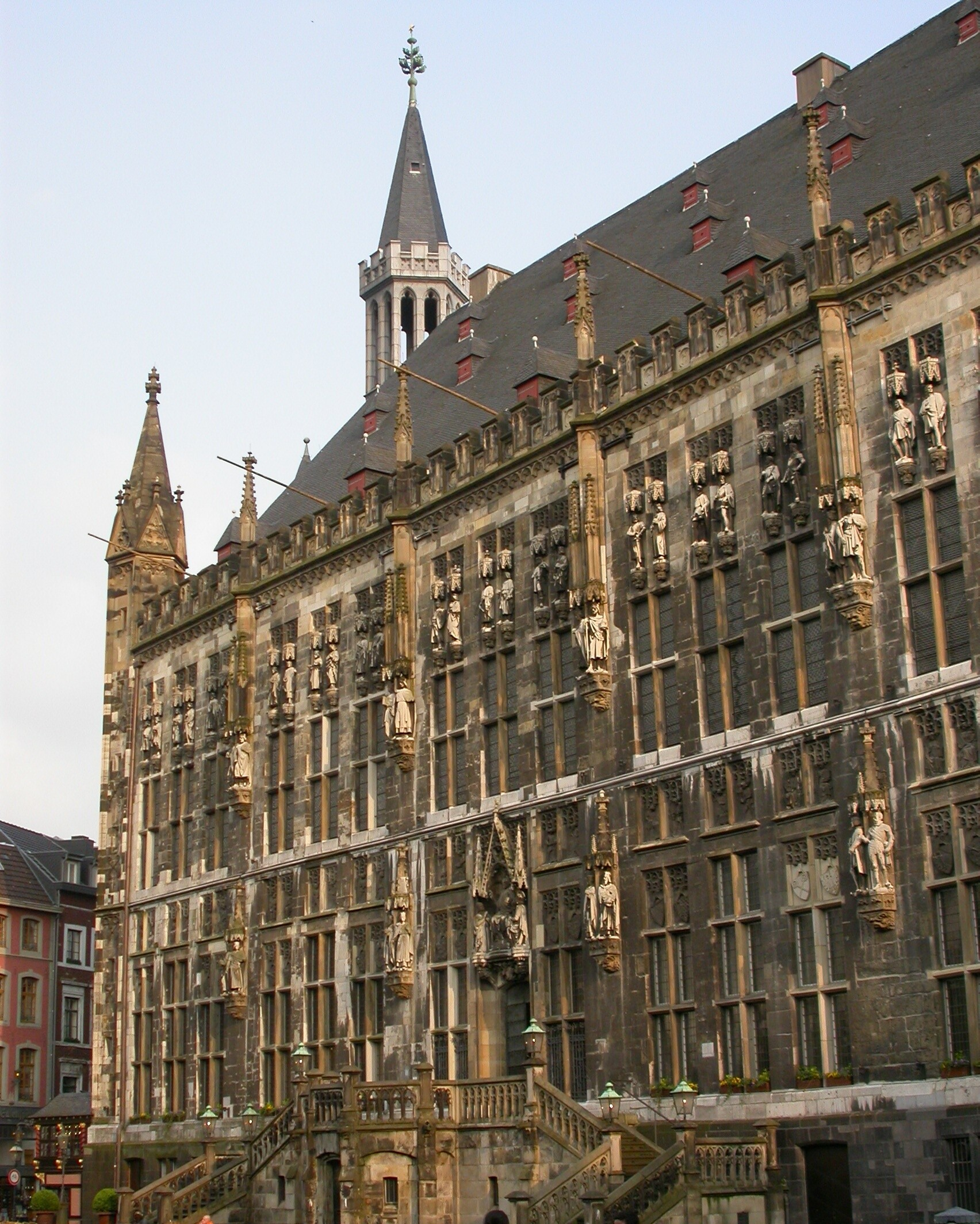
El "Rathaus" (Ayuntamiento) de Aquisgrán

- Ayuntamiento de Aquisgrán: construido sobre las ruinas del palacio de Carlomagno en el año 1330,[35] se encuentra entre dos lugares centrales, Markt (plaza de mercado) y Katschhof (entre el Ayuntamiento y la catedral). Del antiguo palacio carolingio se conserva una torre y parte de los cimientos. En la sala principal se encuentra una copia de las insignias del Reino, evacuadas a Viena ante la llegada de Napoleón y nunca devueltas, por lo que hay un pleito planteado ante el Tribunal Internacional de La Haya.

En esa sala, adornada con cinco magníficos frescos de Alfred Rethel, donde se muestran escenas legendarias de la vida de Carlomagno incluyendo una firma, se entrega todos los años (desde 1950) el Premio Carlomagno a personajes de un marcado perfil europeo, por su cotribución a la construcción europea. Lo recibieron, entre otros Robert Schuman, el rey Juan Carlos I en 1982, Felipe González en 1993, Bill Clinton en 2000 y Javier Solana, representante de la Política Exterior y de Seguridad Común de la Unión Europea, en 2007. También contiene la sala de los emperadores.

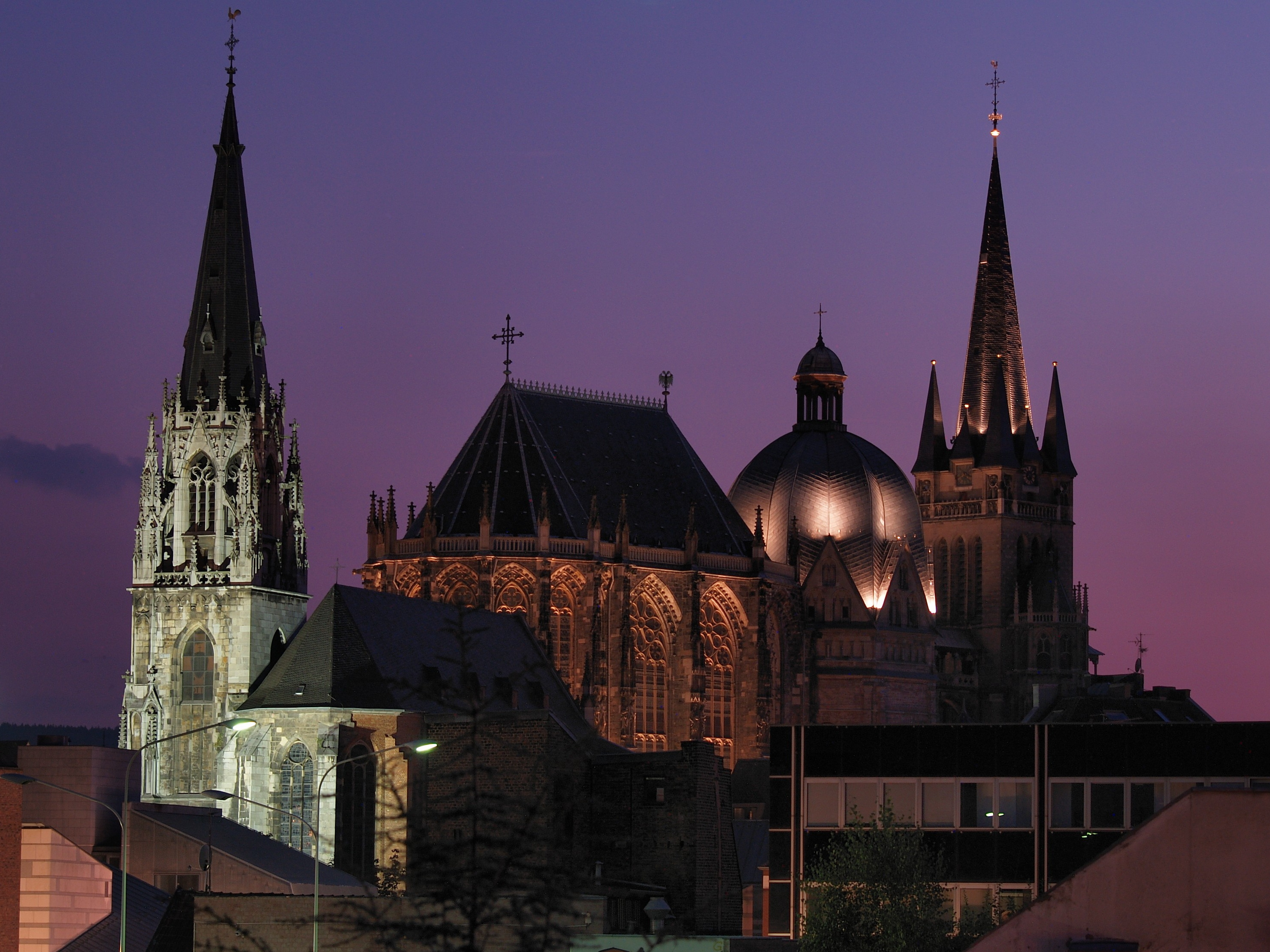
Vista nocturna de la catedral de Aquisgrán

- Catedral de Aquisgrán: en su origen está la octogonal Capilla Palatina, erigida a comienzos del siglo VIII por orden de Carlomagno, siendo en aquella época, la catedral más grande al norte de los Alpes. Se inspiraron en la iglesia de San Vital de Rávena (Italia) y fue construida por Eudes de Metz. A su muerte, los restos de Carlomagno fueron enterrados en la catedral, y pueden ser vistos hoy en día. Allí se conserva el (supuesto) trono de Carlomagno (en realidad, es posterior, aunque procede de un piso romano, como se comprueba por llevar inscrito un tablero para un popular juego de dados de las legiones). La catedral fue creciendo varias veces en años posteriores, convirtiéndose en una mezcla curiosa y única de estilos arquitectónicos. Durante seis siglos, de 936 a 1531, la catedral de Aquisgrán fue el lugar donde se coronaron treinta reyes y doce reinas. La catedral construida por Carlomagno sigue siendo el principal reclamo turístico de la ciudad.[41] Además de la celebración de los restos de su fundador, se convirtió en el lugar de enterramiento de su sucesor, Otón III. La catedral de Aquisgrán ha sido designada como Patrimonio de la Humanidad por la UNESCO.
- Grashaus, una casa del medievo tardío en Fisch Markt, es uno de los edificios más antiguos no religiosos en el centro de Aquisgrán. Alberga el archivo de la ciudad. El Grashaus fue el antiguo ayuntamiento, antes de que el edificio actual se hiciera cargo de esta función.

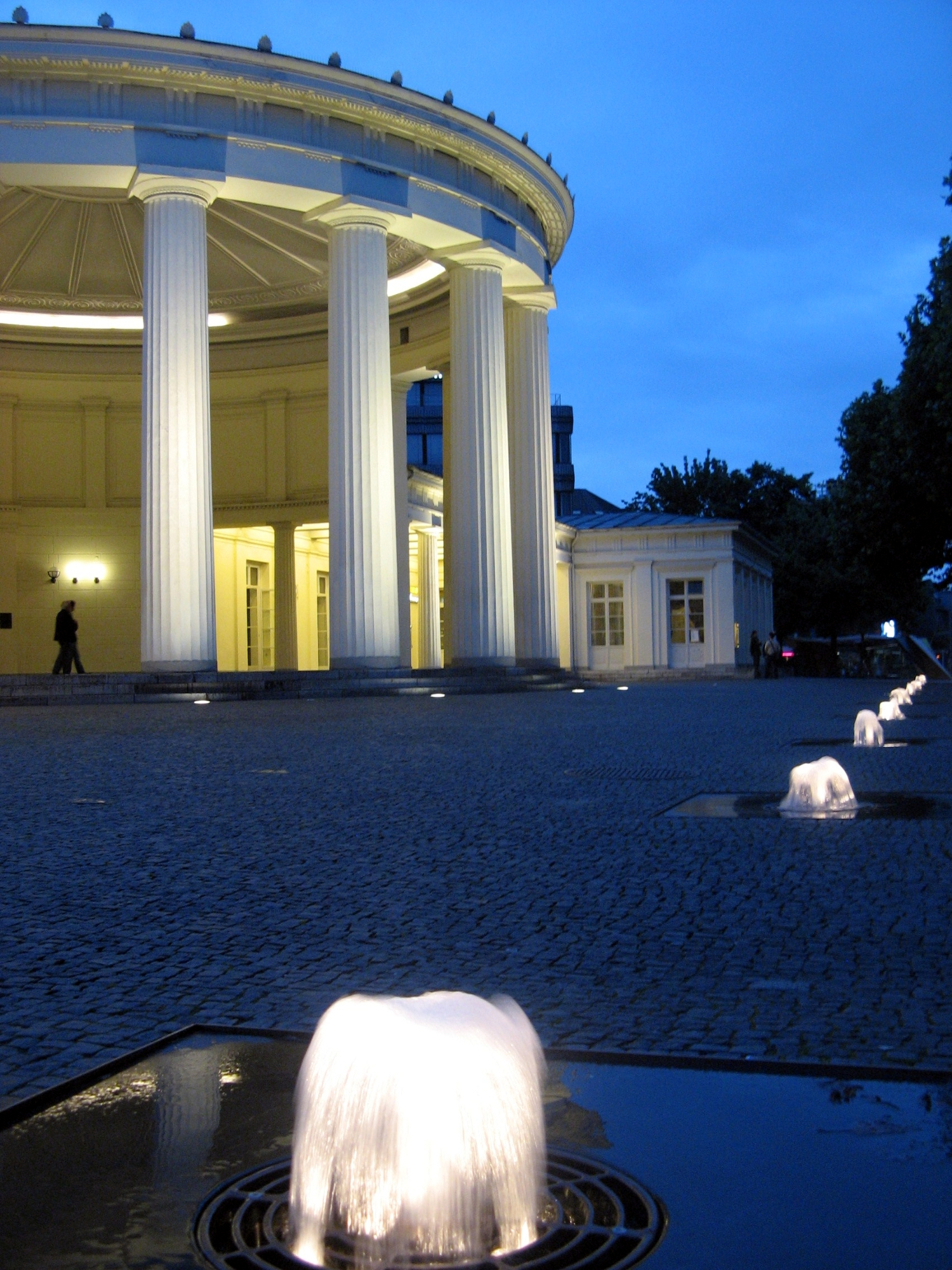
Elisenbrunnen

- Elisenbrunnen: es uno de los lugares más famosos de Aquisgrán. Es una sala de estilo neoclásico que contiene una de las famosas fuentes termales de la ciudad. Está a solo un minuto de la catedral. A solo unos pasos en dirección sudeste se encuentra un teatro del siglo XIX.
- Ponttor y Kleinmarschiertor: Ponttor es una puerta medieval un kilómetro al noroeste de la catedral. Kleinmarschiertor, es otra puerta ubicada cerca de la estación de trenes. También hay partes de la muralla medieval que han pertenecido, aunque la mayoría está integrada en edificios más recientes, todavía hay tramos visibles. Incluso quedan cinco torres, algunas de las cuales se usan como vivienda.
- Iglesia de San Miguel: fue construida por los jesuitas en 1628. Se atribuye al manierismo del Rin y es una muestra del renacimiento en la arquitectura local. La rica fachada quedó inacabada hasta 1891 cuando el arquitecto historicista Peter Friedrich Peters la terminó. La iglesia es una iglesia ortodoxa griega hoy en día, pero el edificio se utiliza también para conciertos debido a la buena acústica.
- Sinagoga judía: que fue destruida en la Noche de los Cristales Rotos (Kristallnacht), el 9 de noviembre de 1938, fue reinaugurada el 18 de mayo de 1995.[42][43] Uno de los contribuyentes para la reconstrucción de la sinagoga fue Jürgen Linden, alcalde mayor de Aquisgrán desde 1989 hasta 2009. El 30 de marzo de 2011, se informó de una esvástica pintada en aerosol en una pared de la sinagoga, como un acto antisemita.[44]

- Hay muchas otras notables iglesias y monasterios, de los siglos XVII y XVIII, en el particular Barroco típico de la región, una sinagoga judía, una colección de estatuas y monumentos, áreas de parques y cementerios entre otros. Entre los museos de la ciudad están el Museo Suermondt-Ludwig, que cuenta con una colección de esculturas y el Museo de Aquisgrán de la Prensa Internacional, que se dedica a los periódicos desde el siglo XVI hasta la actualidad. La historia industrial de la ciudad se refleja en decenas de lugares de manufacturas durante los siglos siglo XIX y principios del XX.

### Gastronomía

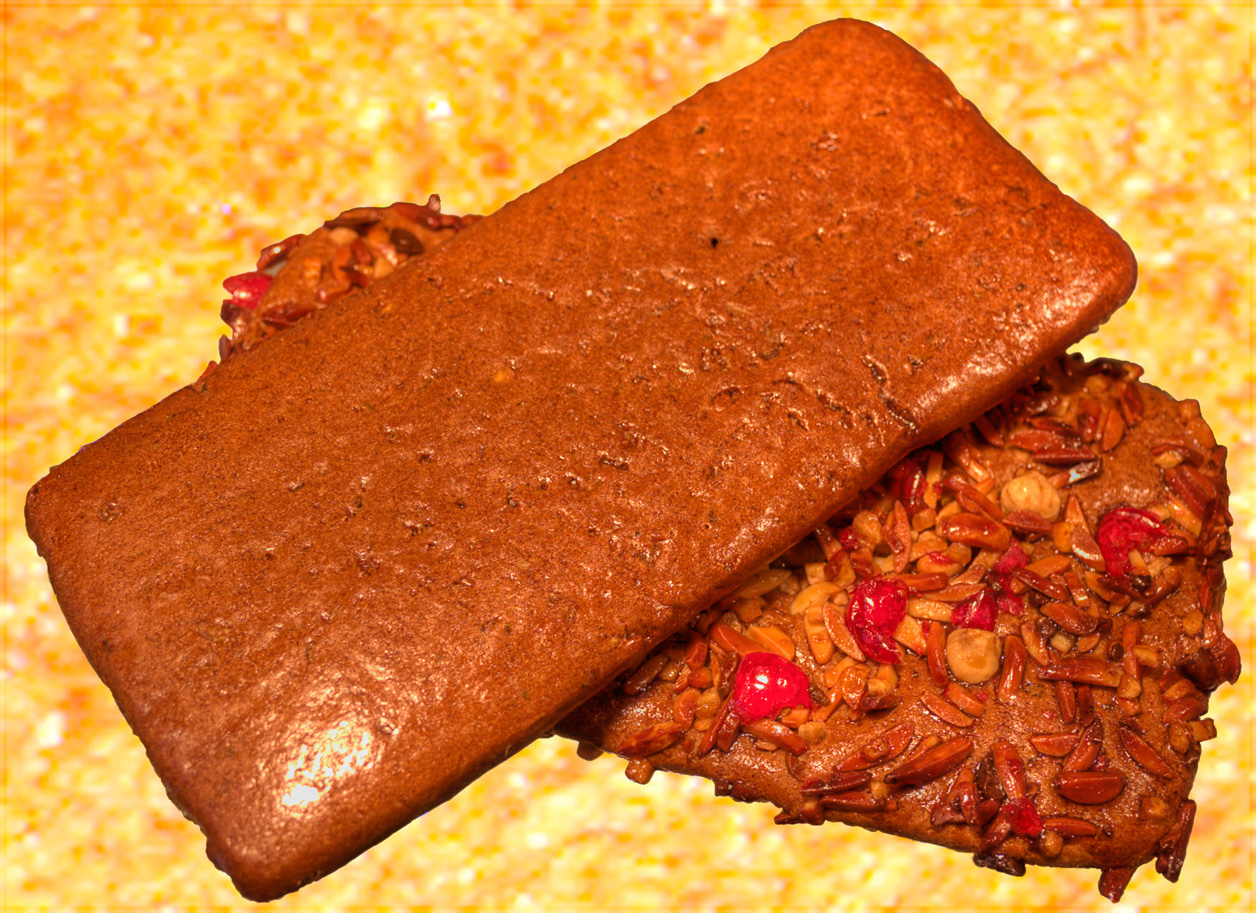
Aachener Printen

Se cuenta que fue en Aquisgrán donde se inventó el sándwich. Participaba John Montagu IV, conde de Sándwich, en las negociaciones de la Paz de Aquisgrán, en la delegación que representaba a la emperatriz María Teresa. Pero su pasión por las cartas le habría llevado a descuidar las comidas, lo que habría preocupado a sus criados, quienes habrían empezado a prepararle un alimento que pudiera comer sin dejar de jugar a las cartas. Sea o no cierto, en el ayuntamiento de Aquisgrán cuelga un retrato del conde de Sándwich.
La especialidad local de Aquisgrán son las Aachener Printen, un tipo de galleta originaria de Aquisgrán. Originalmente endulzadas con miel, actualmente las Printen se endulzan con sirope de remolacha azucarera debido a que la miel no estuvo temporalmente disponible tras ordenar Napoleón un embargo, lo que bloqueó todo el comercio con el principal suministrador de miel, los Estados Unidos. La costumbre de endulzar con remolacha azucarera se mantuvo tras la derrota de Napoleón y el fin de la ocupación francesa.
Las Printen se hacen con una variedad de ingredientes, incluyendo canela, anís, clavo, cardamomo, coriandro, pimienta de Jamaica y también jengibre. Sin embargo, la mezcla exacta de estos ingredientes es guardada en secreto por las distintas fábricas de Printen.
Además de las Printen originales, también las hay con frutos secos (normalmente almendra y cacahuetes), cubiertas con chocolate o glaseado y mazapán.

## Hermanamientos
- Ciudad del Cabo (Sudáfrica)
- Condado de Arlington (Estados Unidos)
- Halifax (Reino Unido)
- Kostromá (Rusia)
- Lieja (Bélgica)
- Naumburgo (Alemania)
- Ningbó (China)
- Reims (Francia)
- Rosh HaAyin (Israel)
- San Salvador (El Salvador)
- Toledo (España)
- Kladno (República Checa)
- Baltimore, Condado de Cork (Irlanda)
- Sarıyer (Turquía)